# W. J. Burley
Pour les articles homonymes, voir Burley.
William John Burley, né le 1er août 1914 à Falmouth, Cornouailles, et mort le 15 novembre 2002 à Holywell, Cornouailles,  est un auteur britannique de roman policier.  Il signe ses œuvres W. J. Burley.

## Biographie
Après des études dans sa ville natale et à Truro, il exerce le métier d’ingénieur du gaz entre 1932 et 1950.  Il reprend alors ses études et s’inscrit à l’Université d’Oxford. Il obtient son diplôme de zoologie en 1953. Pendant vingt ans, il enseigne la biologie dans une école de Richmond dans le Yorkshire du Nord, puis à Newquay en Cornouailles.  Il prend sa retraite en 1974 et se consacre à l’écriture.
Il amorce sa carrière littéraire dès 1966 par la publication d’un premier roman policier nettement influencé par l’œuvre de Georges Simenon, A Taste of Power, où apparaît le professeur de zoologie et criminologue Henry Pym.  En 1968, il donne Wycliffe and the Three-Toed Pussy, le premier roman de la série consacrée au superintendant Charles Wycliffe, sorte de version anglaise du commissaire Maigret de Simenon. Enquêteur consciencieux et ennemi de la routine, Wycliffe, tout comme son modèle belge, prend le temps de rencontrer un à un les proches et connaissances de la victime pour tout connaître de son existence et parvenir à démasquer son assassin.  La série Wycliffe compte une vingtaine de titres. De 1993 à 1998, la télévision britannique produit la série télévisée Wycliffe, avec Jack Shepherd (en) dans le rôle-titre.
William J. Burley a également publié quelques romans policiers sans héros récurrent et un roman de science-fiction, The Sixth Day (1978).

## Œuvre

### Romans

#### SérieSuperintendant Charles Wycliffe
- Wycliffe and the Three-Toed Pussy (1968)
- Wycliffe and How to Kill a Cat (1970)
- Wycliffe and the Guilt Edged Alibi (1971)
- Wycliffe and Death in a Salubrious Place (1973)
- Wycliffe and Death in Stanley Street (1974)
- Wycliffe and the Pea-Green Boat (1975)
- Wycliffe and the Schoolgirls (1976) Publié en français sous le titre Trop tard, Paris, Librairie des Champs-Élysées, Le Masque no 1480, 1977
- Wycliffe and the Scapegoat (1978)
- Wycliffe in Paul's Court (1980) Publié en français sous le titre Le Pendu de Paul’s Court, Paris, Librairie des Champs-Élysées, Le Masque no 1674, 1982
- Wycliffe's Wild Goose Chase (1982) Publié en français sous le titre On vous mène en bateau, Paris, Librairie des Champs-Élysées, Le Masque no 1762, 1984
- Wycliffe and the Beales (1983)
- Wycliffe and the Four Jacks (1985)
- Wycliffe and the Quiet Virgin (1986)
- Wycliffe and the Winsor Blue (1987)
- Wycliffe and the Tangled Web (1988)
- Wycliffe and the Cycle of Death (1990)
- Wycliffe and the Dead Flautist (1991)
- Wycliffe and the Last Rites (1992)
- Wycliffe and the Dunes Mystery (1993)
- Wycliffe and the House of Fear (1995)
- Wycliffe and the Redhead (1997)
- Wycliffe and the Guild of Nine (2000)
- Wycliffe and the Last Lap (2003), inachevé

#### SérieHenry Pym
- A Taste of Power (1966)
- Death in Willow Pattern (1969)

#### Autres romans
- The Schoolmaster (1977)
- The Sixth Day (1978), roman de science-fiction
- Charles and Elizabeth (1979)
- The House of Care (1981)

## Adaptations à la télévision
- 1993 : Wycliffe and the Cycle of Death, téléfilm (pilote) de Pennant Roberts, avec Jack Shepherd (en) et Gemma Jones.
- 1994 : Wycliffe (1994-1998), série télévisée britannique de 5 saisons (38 épisodes de 50 minutes, incluant le pilote de 78 min. ci-dessus). W. J. Burley ne signe aucun des épisodes qui sont écrits en alternance par plus d'une quinzaine de scénaristes.

## Sources
- Jacques Baudou et Jean-Jacques Schleret, Le Vrai Visage du Masque, vol. 1, Paris, Futuropolis, 1984, 476 p. (OCLC 311506692), p. 85-86.